# 두번할까요
"두번할까요"는 2019년 10월 17일에 개봉한 대한민국의 영화이다.

## 캐스팅
- 권상우 : 조현우 역
- 이정현 : 박선영 역
- 이종혁 : 안상철 역
- 성동일 : 이 부장 역
- 정상훈 : 한명태 역
- 김현숙 : 여홍란 역
- 박경혜 : 김 간호사 역
- 구성환 : 차 대리 역
- 홍근택 : 남세준 역
- 한경현 : 정 간호사 역
- 한아름 : 김수현 역
- 윤재인 : 정강희 역
- 유정래 : 웨딩플래너 역
- 전성훈 : 홈쇼핑 피디 역
- 윤종인 : 외제차남 역
- 김정현 : 정형외과 의사 역
- 안태혁 : 택시기사 역
- 최은선 : 응급실 의사 역
- 신지이 : 응급실 간호사 역
- 박지윤 : 영화 수입사 팀장 역
- 곽상원 : 명태지인 역
- 이지형 : 홍란지인 역
- 강덕중 : 이혼식 사진사 역
- 종호 : 결혼식 사진사 역
- 정우영 : 남직원 1 역
- 변경록 : 남직원 2 역
- 이준 : 남직원 3 역
- 박경관 : 남직원 4 역
- 정다원 : 여직원 1 역
- 윤서인 : 여직원 2 역
- 임윤서 : 여직원 3 역
- 조은오 : 명태아들 역
- 정해식 : 보험사 직원 역
- 류인영 : 정형외과 간호사 역
- 허현도 : 신혼부부 남 역
- 김송이 : 신혼부부 여 역
- 김두은 : 부동산 중개인 역
- 백진환 : 학생 1 역
- 박철희 : 학생 2 역
- 김근영 : 선영엄마 역
- 이주빈 : 멀티 짐 여자회원 역
- 정다은 : 여고생 역
- 권슬기 : 행인 투덜녀 역
- 장윤영 : 동물병원 여자 1 역
- 이다애 : 동물병원 여자 2 역
- 장유화 : 동물병원 여자 4 역
- 이시영 : 필라테스 회원 1 역
- 정서영 : 필라테스 회원 2 역
- 김형식 : 목욕탕 손님 1 역
- 이원욱 : 목욕탕 손님 2 역
- 황재운 : 한정식집 화장실남 역
- 조남형 : 119 구급대원 1 역
- 우남욱 : 119 구급대원 2 역
- 권주용 : 이자카야 직원 1 역
- 김성아 : 이자카야 직원 2 역
- 금재용 : 이자카야 직원 3 역
- 전소민 : 소개팅녀 역 (우정출연)
- 신수지 : 필라테스 강사 역 (우정출연)
- 이화시 : 현우엄마 역 (특별출연)
- 이상준 : 이벤트 사회자 역 (특별출연)
- 홍은지 : 쇼호스트 역 (특별출연)

## 같이 보기
- 2019년 대한민국의 영화 목록